# 비엘코폴스카

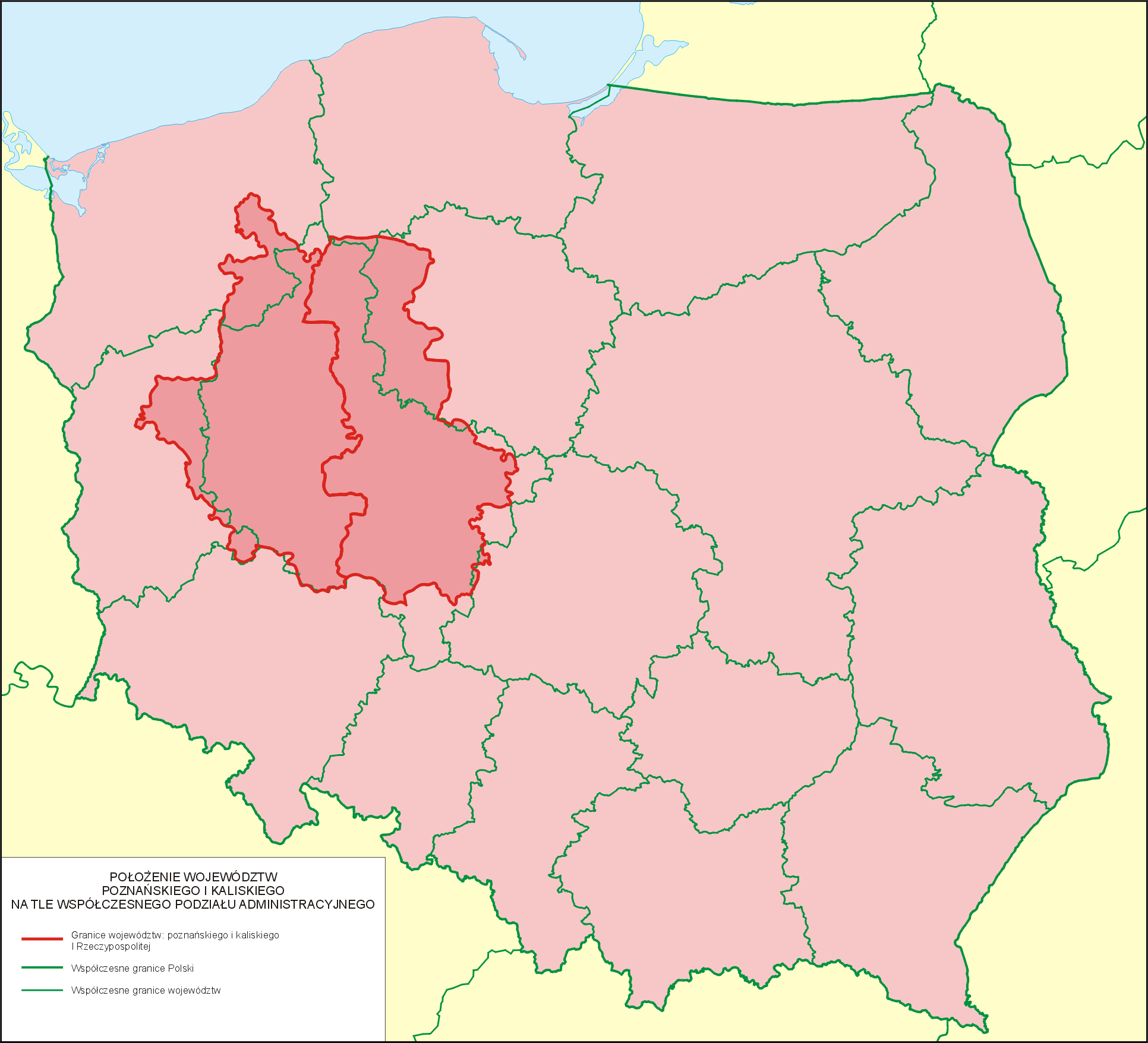
좁은 의미의 비엘코폴스카.

폴란드어로 비엘코폴스카(폴란드어: Wielkopolska, pronounced [vjɛlkɔˈpɔlska] ( 듣기))라 불리는 대폴란드(독일어: Großpolen, 영어: Greater Poland, 라틴어: Polonia Maior)는 폴란드 중서부의 역사적 지역이다. 주요 도시이자 가장 큰 중심 도시는 포즈난이며, 그 뒤로는 폴란드에서 가장 오래된 도시인 칼리시가 있다.
비엘코폴스카의 범위는 시대에 따라 달라졌지만, 넓은 의미의 비엘코폴스카는 폴란드 분할 이후로는 포젠 대공국의 영역과 대개 동일시되었다. 좁은 의미의 비엘코폴스카는 오늘날의 비엘코폴스카주와 거의 일치한다.

## 같이 보기
- 비엘코폴스카주